# Розлин-Гарбор (Нью-Йорк)
Розлин-Гарбор (англ. Roslyn Harbor) — селище (англ. village) в США, в окрузі Нассау штату Нью-Йорк. Населення — 1067 осіб (2020).

## Географія
Розлин-Гарбор розташований за координатами 40°48′41″ пн. ш. 73°38′26″ зх. д. / 40.81139° пн. ш. 73.64056° зх. д. (40.811255, -73.640587).  За даними Бюро перепису населення США в 2010 році селище мало площу 3,07 км², з яких 3,07 км² — суходіл та 0,00 км² — водойми.

## Демографія
Згідно з переписом 2010 року, у селищі мешкала 1051 особа в 361 домогосподарстві у складі 303 родин. Густота населення становила 342 особи/км².  Було 382 помешкання (124/км²).
Расовий склад населення:
| - 83,6 % — білих - 11,8 % — азіатів - 1,4 % — чорних або афроамериканців - 0,1 % — корінних американців - 1,1 % — осіб інших рас |

До двох чи більше рас належало 1,9 %. Частка іспаномовних становила 5,3 % від усіх жителів.
За віковим діапазоном населення розподілялося таким чином: 25,3 % — особи молодші 18 років, 53,6 % — особи у віці 18—64 років, 21,1 % — особи у віці 65 років та старші. Медіана віку мешканця становила 48,2 року. На 100 осіб жіночої статі у селищі припадало 90,4 чоловіків;  на 100 жінок у віці від 18 років та старших — 89,6 чоловіків також старших 18 років.
Середній дохід на одне домашнє господарство  становив 250 437 доларів США (медіана — 160 250), а середній дохід на одну сім'ю — 254 865 доларів (медіана — 160 750). За межею бідності перебувало 2,9 % осіб, у тому числі 3,7 % дітей у віці до 18 років та 1,4 % осіб у віці 65 років та старших.
Цивільне працевлаштоване населення становило 430 осіб. Основні галузі зайнятості: освіта, охорона здоров'я та соціальна допомога — 29,8 %, науковці, спеціалісти, менеджери — 19,3 %, роздрібна торгівля — 16,5 %.